# Sebastian Köppel
Sebastian Köppel, auch Keppel (* um 1548 in Schlaggenwald; † nach 13. November 1613 ebenda) war ein frühneuzeitlicher böhmischer Unternehmer. Er besaß das Hammerwerk in Breitenbach.

## Leben
Köppel war in der Bergstadt Schlaggenwald begütert und zog 1583 an die sächsisch-böhmische Grenze, wo er vom Rat der Bergstadt Platten die Rechte zur Errichtung eines Hammerwerks unweit des Zusammenflusses von Breitenbach und Schwarzwasser für 800 Gulden erwarb. Von Ferdinand II. wurden ihm Eisensteine aus dem Bergrevier Platten zugesichert. Die Eisenerzeugnisse sollte er an Böhmische Bergstädte verkaufen.
Er ließ in Breitenbach ein Hammerwerk mit Wohn- und Wirtschaftsgebäuden errichten. Um genügend Erze für die Verarbeitung in seinem Hammerwerk zu erhalten, kaufte er 1587 u. a. eines der bekanntesten Zinnbergwerke des westlichen Erzgebirges, die Grube Fleschmaul bei Carlsfeld.
1591 errichtete er im damaligen Höllengrund den Höllhammer samt Zubehör. Die Siedlung führte ab etwa 1604 den Namen Klingenthal nach den neuen Besitzern, den Hammerherren Klinger. In der Feudalherrschaft der Grafen Schlick besaß Köppel ein Hammerwerk an der Wilden Steinroda mit Hammergut, Ställen, Scheunen, Wohnhäusern sowie allen Hammereinrichtungen. Er verkaufte es für 1514 böhmische Gulden an Hans Hutschenreuter (1547- vor dem 3. Juni 1606) von Eibenstock in Sachsen.
Köppel ist auch zeitweise als Besitzer des Rothauer Hammerwerkes bei Heinrichsgrün in Böhmen nachweisbar.
Am 30. September 1592 wurde den Schlaggenwalder Brüdern Hans, Sebastian und Christoph Köppel in Prag ein Wappen mit der Krone verliehen.
Als Hammerherr betrieb Sebastian Köppel Breitenbach bis 1599, bevor er es gewinnbringend für 8000 Taler an die zwei Brüder Gabriel und Melchior (1558–1626) aus der sächsischen Hammermeisterfamilie Siegel und an den ebenfalls aus Sachsen stammenden Hammermeister Melchior Kleinhempel verkaufte und nach Schlaggenwald zurückzog.

## Familie
Der Vater des Sebastian Köppel war der Schlaggenwalder Bürger Hans Köppel. Sebastian Köppel heirate vermutlich kurz vor dem 16. September 1588 die Maria N. N., zwei Kinder sind bekannt. In zweiter Ehe heiratete er vor Februar 1603 in Schlaggenwald die „ehrbare Frau“ Regina Dorothea Siegel (* in Eibenstock; † nach 8. April 1616 in Schlaggenwald), Tochter des „ehrbaren Herrn N. N. Siegel von Eubenstock“, aus dieser Ehe sind fünf Kinder bekannt. Sein Bruder Hans (* um 1546; † 9. Juli 1601 in Schlaggenwald) war Senator und etwa ab 1583 Bürgermeister in Schlaggenwald, sein Bruder Christoph (* um 1550 in Schlaggenwald; † vor 30. Januar 1604 in Schlaggenwald) war Bäckermeister in Schlaggenwald.